# Mayana Zatz
Mayana Zatz (sinh ngày 16 tháng 7 năm 1947) là nhà sinh vật học và nhà di truyền học người Brazil. Bà là giáo sư tại Đại học São Paulo, hiện tại đang là trưởng khoa nghiên cứu.

## Tiểu sử
Thành tựu của giáo sư Zatz đã được công nhận và bà đã nhận được nhiều giải thưởng và giải thưởng, bao gồm Giải thưởng 2000 L'Oéal-UNESCO dành cho phụ nữ trong khoa học và Giải thưởng Người phụ nữ của năm 2001 của Claudia, do Tạp chí Claudia bình chọn.
Sinh ra ở Israel năm 1947, bà chuyển đến Pháp cùng gia đình và sống ở đó đến năm 7 tuổi. Cha của bà, Lony Eden (1912-1984) đến từ Dorohoi, Romania và mẹ bà Ella Kott Eden (b.1914) đến từ Warsaw. Năm 1939, cha mẹ bà chạy trốn Đức Quốc xã và đến Israel nơi Mayana và em gái cô được sinh ra. Mayana đến Brazil cùng gia đình vào năm 1955.
Mayana có bằng Cử nhân Sinh học tại Đại học São Paulo năm 1968, bằng thạc sĩ và một D.Sc. trong Khoa học sinh học từ Đại học São Paulo năm 1970 và 1974, tương ứng, tiến sĩ về Di truyền học y tế tại Đại học California ở Los Angeles (UCLA), vào năm 1977, và livre-docência từ Đại học São Paulo, năm 1987. Mayana bắt đầu quan tâm đến nghiên cứu về bệnh loạn dưỡng cơ khi cô học đại học và theo dõi một bệnh nhân từ một gia đình có tỷ lệ mắc bệnh cao và muốn bắt đầu lập gia đình.
Năm 1969, bác sĩ Zatz bắt đầu công việc tư vấn di truyền ở những gia đình mang mầm bệnh thần kinh cơ, để đánh giá cũng như thông báo nguy cơ sinh con có vấn đề tương tự. Mười hai năm sau, bà liên lạc lại với những gia đình này và thấy rằng hầu hết các gia đình có nguy cơ cao đã tránh có con. Mặt khác, Mayana đã bị sốc khi thấy cách những đứa trẻ bị bệnh sinh ra trong thời kỳ đó đã bị bỏ rơi. Những đứa trẻ này, những người thường có sự phát triển tâm thần bình thường nhưng những vấn đề về cơ bắp không được điều trị, không đi học cũng không trải qua liệu pháp vật lý.